# Synagoge (Bad Orb)

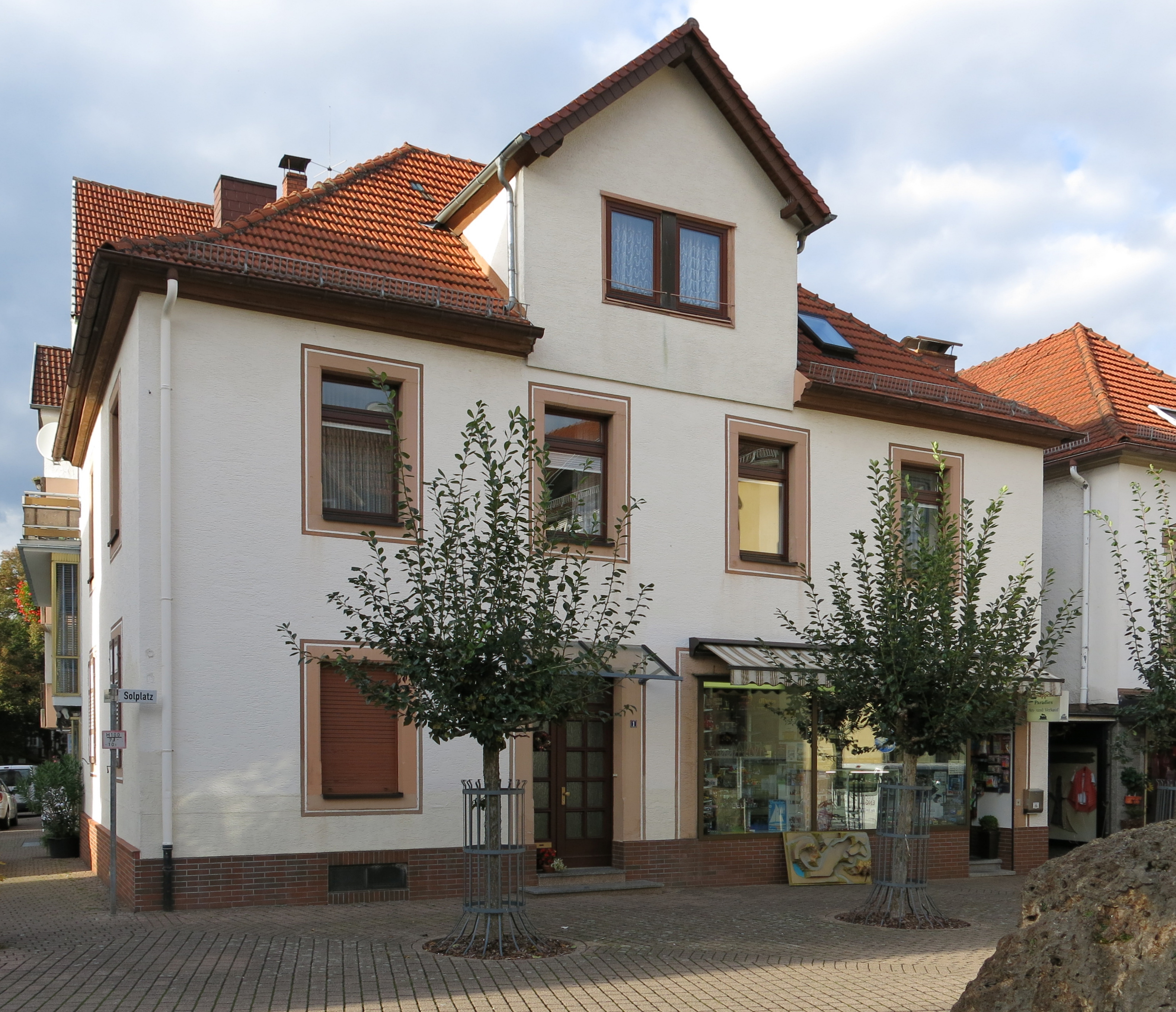
Ehemalige Synagoge in Bad Orb

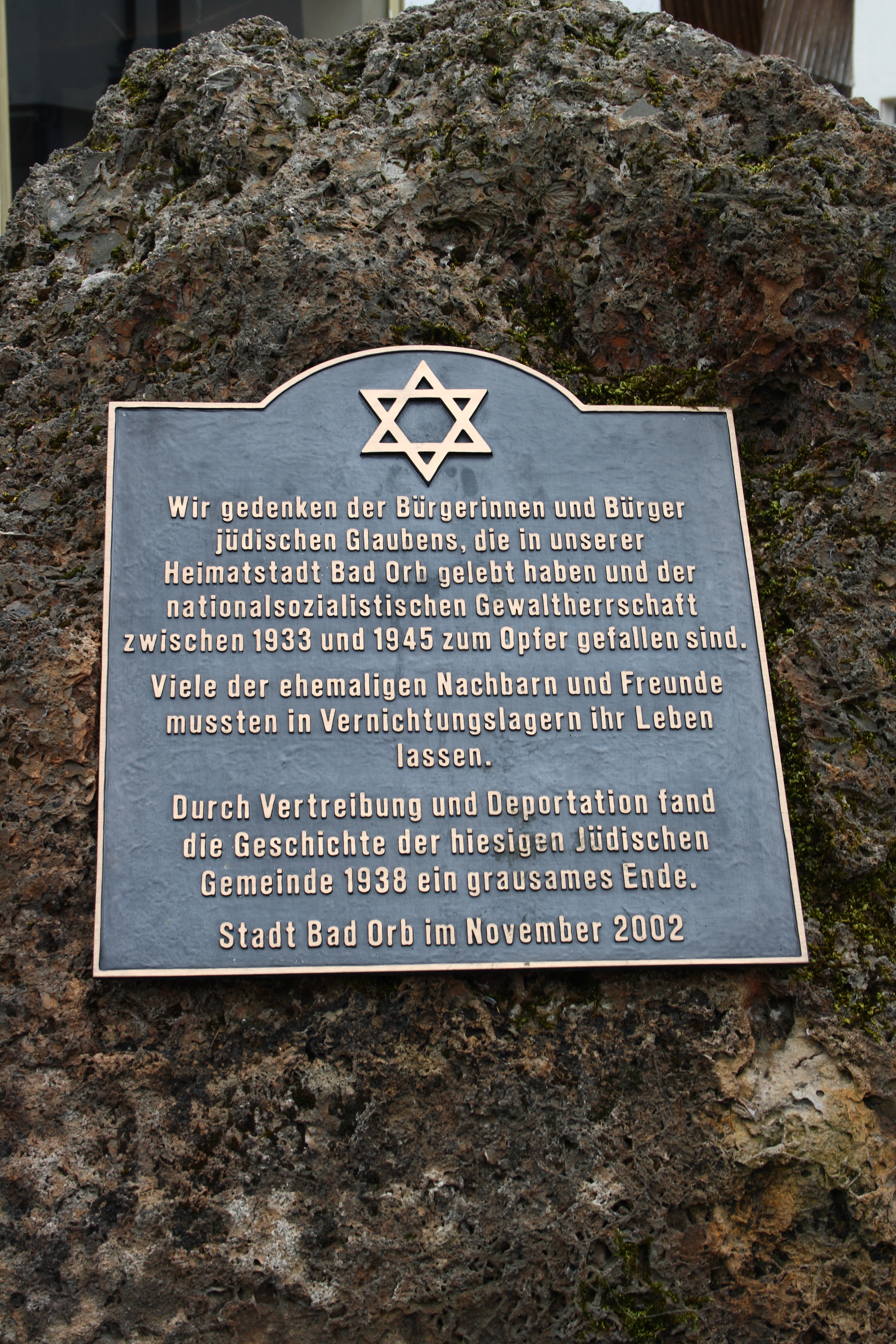
Gedenktafel am Solplatz

Die Synagoge in Bad Orb, einer Stadt im Main-Kinzig-Kreis in Hessen, wurde 1870 oder 1871 eingeweiht. Das heute stark veränderte Gebäude am Solpatz 1 ist ein geschütztes Baudenkmal.

## Geschichte
In Orb dürfte spätestens Ende des 18. Jahrhunderts ein Betsaal oder eine Synagoge eingerichtet worden sein. Um 1850 plante die jüdische Gemeinde einen Neubau und kaufte am Solplatz zwei Häuser. Diese wurden zu einer Synagoge umgebaut.
In der Zeit des Nationalsozialismus wurde die Synagoge im August 1938 im Zusammenhang mit der Auflösung der jüdischen Gemeinde an eine nichtjüdische Familie verkauft. Die Synagoge blieb dadurch beim Novemberpogrom 1938 von einer Zerstörung verschont. Das Synagogengebäude wurde zu einem Wohn- und Geschäftshaus umgebaut.

## Beschreibung
Der zweigeschossige massive Bau hatte seinen Haupteingang am Solplatz. Vom Eingangsbereich führte eine Treppe zur Empore und der Lehrerwohnung im Obergeschoss. Im Keller befand sich das rituelle Bad (Mikwe). Im Erdgeschoss war links vom Eingang der Schulraum und rechts befand sich der Betsaal.

## Gedenken
Gegenüber der Synagoge wurde auf dem Solplatz im November 2002 ein Gedenkstein zur Erinnerung an die jüdische Bevölkerung aufgestellt.